# 火与剑 (电影)
《With Fire and Sword》火与剑（波兰语：Ogniem i Mieczem；乌克兰语：Вогнем і Мечем，Vohnem i Mechem）是一部1999年的波兰历史剧情片，由耶日·霍夫曼执导。影片改编自亨利克·显克微支小说《With Fire and Sword》，这是其三部曲中的第一部。在拍摄时期，这部影片是波兰史上投资最高的电影。

## 剧情
故事发生在17世纪中期的波兰王国乌克兰领土，背景是赫梅尔尼茨基起义。波兰贵族斯克热图斯基和哥萨克首领博胡恩同时爱上了同一个女子，海伦娜。两人之间的情感争斗在赫梅尔尼茨基领导的哥萨克起义中展开，该起义旨在从波兰贵族手中收回对土地的控制权。历史事件构成了电影的背景，推动了动作与角色驱动的情节发展，而虚构角色与历史人物在故事中交织。电影如同原著小说一样，以残酷的兹巴拉日围城战兹巴拉日围城战作为高潮。

## 演员表
伊莎贝拉·斯科鲁普科 饰 赫莱娜·库尔切维奇
米哈乌·热布罗夫斯基 饰 扬·斯克尔泽茨基
亚历山大·多莫加罗夫 饰 尤尔科·博胡恩
克日什托夫·科瓦莱夫斯基 饰 扬·奥努夫雷·扎乌戈巴
博赫丹·斯图普卡 饰 博赫丹·赫梅利尼茨基
安杰伊·谢维林 饰 耶雷米·维希尼奥维茨基
兹比格涅夫·扎马霍夫斯基 饰 米哈乌·沃沃迪约夫斯基
维克托·兹博罗夫斯基 饰 隆吉努斯·波德比皮塔
丹尼尔·奥尔布雷希斯基 饰 Tuhaj Bej
马雷克·孔德拉特 饰 约翰二世·卡齐米日
沃伊切赫·马拉伊卡特 饰 Rzędzian
艾娃·维希涅夫斯卡 饰 Kurcewiczowa
鲁斯拉娜·皮桑卡 饰 Horpyna
古斯塔夫·霍鲁贝克 饰 亚当·基谢尔
安杰伊·科皮钦斯基 饰 Zaćwilichowski
马切伊·科兹沃夫斯基 饰 马克西姆·克雷沃尼斯
亚当·费伦齐 饰 伊斯兰三世·吉莱
古斯塔夫·鲁特凯维奇 饰 Yakiv Barabash
Dmytro Myrhorodsky 饰 Koshovy otaman
耶日·博恩恰克 饰 丹尼尔·查普林斯基
Krzysztof Gosztyla 饰 Jerzy Ossoliński
Szymon Kobylinski 饰 Mikołaj Ostroróg
安杰伊·什奇特科 饰 Otaman

## 影评
电影因引入一些原著中没有的历史不准确性而受到批评。例如，电影对波兰人与哥萨克之间首次战役——佐夫季沃迪战役的呈现是其中最不准确的部分之一。电影中暗示波兰军队迅速被哥萨克击溃，而波兰精锐骑兵（翼骑兵）在不利天气条件下表现出不必要的冒进。然而，实际上，波兰军队不仅人数大大少于对手（尤其是在所有哥萨克叛变并加入博赫丹·赫梅利尼茨基后），其指挥官斯特凡·波托茨基（时年仅24岁）也经验不足。尽管如此，这场战役并未迅速结束，波兰军队坚持了近三周才败北。
原著小说常被视为民族主义和反乌克兰主义的作品，尤其在乌克兰。然而，电影因其对乌克兰及乌克兰人的刻画被赞誉为“生动而非单一化”，角色多维且复杂，引发观众多种情感，如迷恋或厌恶。然而，一些波兰评论者认为，电影在政治正确的精神下，强调了哥萨克的成功与积极品质，却削弱了波兰人的成就和正面形象。
导演对争议和批评心知肚明。他曾表示：“塞尼凯维奇的小说在一些乌克兰人看来依然是反乌克兰的。我理解这个问题，但当我在基辅与乌克兰知识分子举行的会议中，与许多人交流时，他们仔细阅读了小说，并引用了整段文字，其中塞尼凯维奇对波兰贵族的批评同样尖锐，甚至超过了对哥萨克的批评。对双方而言，这场悲剧性冲突的结果显然是波兰立陶宛联邦和扎波罗热哥萨克营地的最终覆灭。我非常清楚，这部电影可能会激怒那些在乌克兰把一切错误归咎于波兰人，以及在波兰把所有问题归咎于乌克兰人的激进派。我的电影不会说服任何极端主义者……我的电影以塞尼凯维奇小说的最后一句话结尾：‘仇恨毒害了两个兄弟民族的心’。”

## 政治背景
尽管原著小说是三部曲的第一部分，但在霍夫曼导演的三部曲改编中，该电影却是最后一部完成的。在此之前，三部曲中的《洪流(电影)》于1974年拍摄，而《伏沃迪约夫斯基骑士》则早在1969年完成。这可能与波兰人民共和国与乌克兰苏维埃社会主义共和国之间的政治紧张局势有关。因为拍摄一部涉及波兰与乌克兰关系这一政治敏感主题的小说（另一个因苏联反对而搁置的电影项目是尼古拉·果戈里的《塔拉斯·布尔巴》）被苏联视为不合时宜。

## 票房表现
这部电影取得了票房成功，以2,400万波兰兹罗提（约合800万美元）的预算，取得了1.05089亿波兰兹罗提（约合2,636.6万美元）的票房收入。